# Szederhát
Szederhát (románul: Sederhat, németül: Siederheid) kis falu Arad megyében, Pécskához tartozik.
A 19. század közepén alakult, Pécska és Tornya kirajzásából.
Egykor színmagyar falucska volt, ma csak néhány magyar család lakja, a többség román ajkú.
1930-ban 575 lakosából 91 román, 449 magyar, 14 szlovák, 3 német és 1 roma nemzetiségű volt.
2002-ben 308 lakosából 250 román, 54 magyar és 4 roma nemzetiségű volt, akik közül 188 ortodox, 64 római katolikus, 29 baptista, 14 görögkatolikus, 9 pünkösdi, 2 református és 1 evangélikus vallású volt.
Templom
Római katolikus temploma 1938-ban épült Lukáts Imre tornyai esperes-plébános irányításával, Szűz Mária Neve tiszteletére. Ma ezt a templomot használják a görögkatolikus és ortodox románok is. Katolikus szentmise kéthetente van. Egyházilag az Arad-ségai plébánia fiókegyháza.
A templom érdekessége, hogy belső falait teljesen beborítja a "Biblia Pauperum" vagyis a festett szentírási jelenetek sorozata.